# Kabinett Fanfani I
Das Kabinett Fanfani I wurde am 18. Januar 1954 durch Ministerpräsident Amintore Fanfani gebildet und befand sich bis zum 9. Februar 1954 im Amt. Es löste das Kabinett Pella ab und wurde durch das Kabinett Scelba abgelöst.

## Kabinett

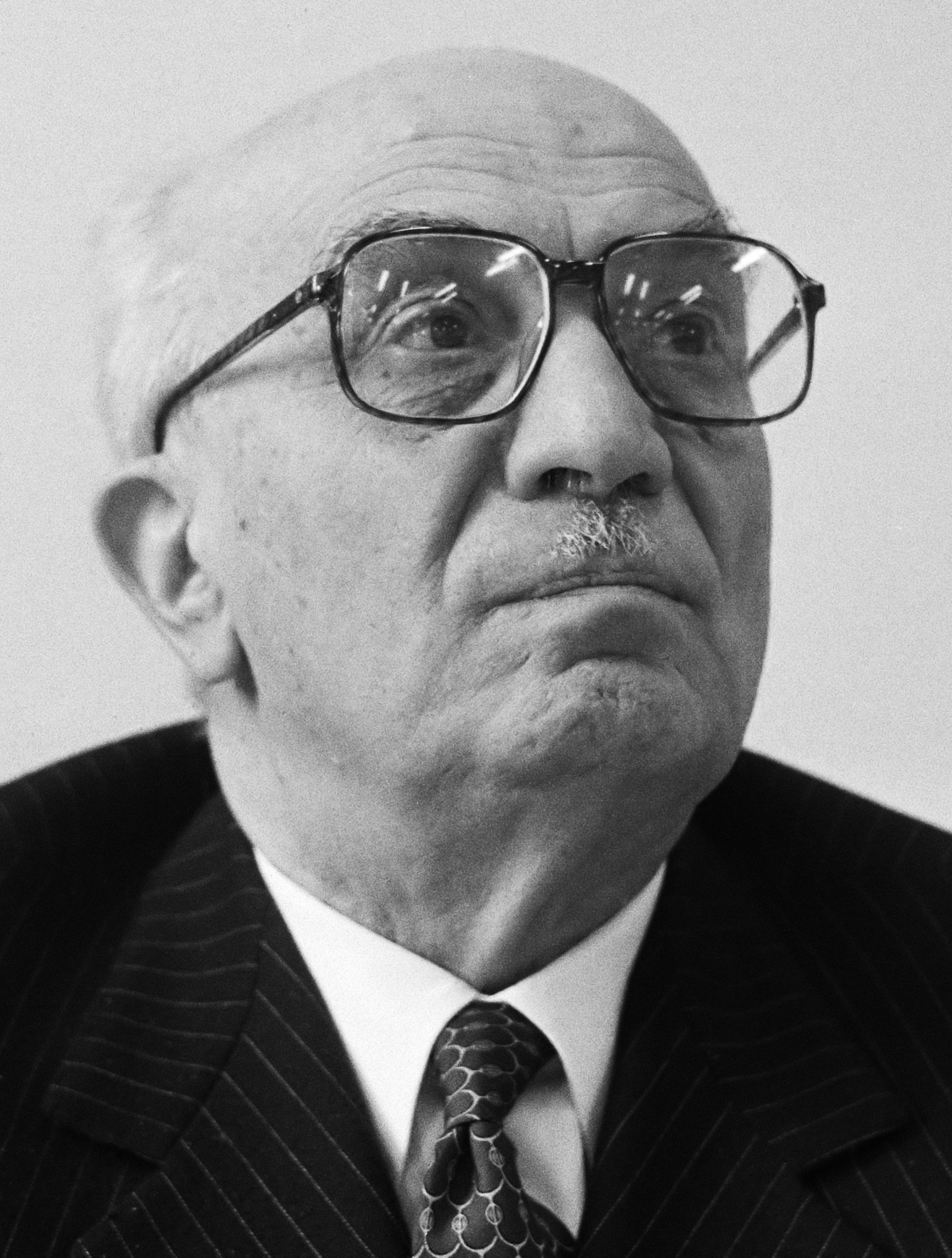
Amintore Fanfani

Dem Kabinett gehörten folgende Minister an:
| Amt                                                  | Name                 | Parlamentsmandat        | Anmerkungen                                                                                             |
| ---------------------------------------------------- | -------------------- | ----------------------- | --- |
| Ministerpräsident                                    | Amintore Fanfani     | Camera dei deputati     | |
| Minister bei Ministerpräsidenten                     | Pietro Campilli      | Camera dei deputati     | |
| Minister bei Ministerpräsidenten                     | Umberto Tupini       | Senato della Repubblica | |
| Außenminister                                        | Attilio Piccioni     | Camera dei deputati     | |
| Innenminister                                        | Giulio Andreotti     | Camera dei deputati     | |
| Justizminister                                       | Michele De Pietro    | Senato della Repubblica | |
| Haushaltsminister                                    | Ezio Vanoni          | Senato della Repubblica | |
| Finanzminister                                       | Adone Zoli           | Senato della Repubblica | |
| Schatzminister                                       | Silvio Gava          | Senato della Repubblica | |
| Verteidigungsminister                                | Emilio Paolo Taviani | Camera dei deputati     | |
| Minister für öffentlichen Unterricht                 | Egidio Tosato        | Camera dei deputati     | |
| Minister für öffentliche Arbeiten                    | Umberto Merlin       | Senato della Repubblica | |
| Minister für Landwirtschaft und Forsten              | Giuseppe Medici      | Senato della Repubblica | |
| Verkehrsminister                                     | Bernardo Mattarella  | Camera dei deputati     | |
| Minister für Post und Telekommunikation              | Gennaro Cassiani     | Camera dei deputati     | |
| Minister für Industrie und Handel                    | Salvatore Aldisio    | Camera dei deputati     | |
| Minister für Arbeit und Sozialversicherung           | Luigi Gui            | Camera dei deputati     | |
| Außenhandelsminister                                 | Giordano Dell’Amore  |                         | |
| Minister für die Handelsmarine                       | Fernando Tambroni    | Camera dei deputati     | |
| Hochkommissar für Hygiene und öffentliche Gesundheit | Tiziano Tessitori    | Senato della Repubblica | Beginn der Amtszeit am 19. Januar 1954                                                                  |
| Hochkommissar für Ernährung                          | Giuseppe Medici      | Senato della Repubblica | kommissarisch, Beginn der Amtszeit am 19. Januar 1954, zugleich Minister für Landwirtschaft und Forsten |